# Satz von Lie
Der Satz von Lie, benannt nach Sophus Lie, ist ein mathematischer Satz aus der Theorie der Lie-Algebren. Er sichert die Existenz eines gemeinsamen Eigenvektors für alle Elemente einer auflösbaren Lie-Algebra über einem vom Nullraum verschiedenen, endlichdimensionalen {\displaystyle \mathbb {C} }-Vektorraum und daraus ergibt sich, dass eine solche Lie-Algebra zu einer Teilalgebra der oberen Dreiecksmatrizen isomorph ist.

## Bezeichnungen
In diesem Artikel sei {\displaystyle V} ein endlichdimensionaler {\displaystyle \mathbb {C} }-Vektorraum mit Dimension {\displaystyle \mathrm {dim} \,V\,=n>0}. Der Körper {\displaystyle \mathbb {C} } der komplexen Zahlen kann durch einen beliebigen algebraisch abgeschlossenen Körper der Charakteristik 0 ersetzt werden, was in den folgenden Formulierungen aber unterbleibt. Eine Fahne in {\displaystyle V} ist eine aufsteigende Kette {\displaystyle V_{0}=\{0\}\subset V_{1}\subset V_{2}\subset \ldots \subset V_{n}=V} von Unterräumen mit {\displaystyle \mathrm {dim} \,V_{i}\,=i} für alle {\displaystyle i=0,\ldots ,n}.
Des Weiteren bezeichne {\displaystyle {\mathfrak {gl}}(V)} die  allgemeine lineare Lie-Algebra über {\displaystyle V}. Für eine Lie-Algebra {\displaystyle L} seien die sogenannten abgeleiteten Lie-Algebren {\displaystyle L^{(i)}} rekursiv definiert durch {\displaystyle L^{(0)}:=L} und {\displaystyle L^{(i+1)}:=[L^{(i)},L^{(i)}]}, wobei letzteres für den von allen Produkten {\displaystyle [x,y],x,y\in L^{(i)}} erzeugten Unterraum stehe. Eine Lie-Algebra heißt auflösbar, wenn es ein {\displaystyle i\in \mathbb {N} } mit {\displaystyle L^{(i)}=\{0\}} gibt. Ein verwandter Begriff ist die Nilpotenz. Man definiert rekursiv {\displaystyle L^{0}:=L} und {\displaystyle L^{i+1}:=[L^{i},L]} und nennt eine Lie-Algebra nilpotent, wenn es ein {\displaystyle i} mit {\displaystyle L^{i}=\{0\}} gibt. Da offenbar {\displaystyle L^{(i)}\subset L^{i}}, folgt die Auflösbarkeit aus der Nilpotenz, die Umkehrung gilt im Allgemeinen nicht.

## Erste Formulierung des Satzes
- Es sei {\displaystyle L\subset {\mathfrak {gl}}(V)} eine auflösbare Lie-Algebra. Dann gibt es für {\displaystyle L} einen gemeinsamen Eigenvektor.

Genauer bedeutet das, dass es einen Vektor {\displaystyle v\neq 0} aus {\displaystyle V} gibt, so dass {\displaystyle xv} für jedes {\displaystyle x\in L} ein Vielfaches von {\displaystyle v} ist, insbesondere ist {\displaystyle \mathbb {C} \cdot v} für jedes {\displaystyle x\in L} ein invarianter Unterraum, das heißt, er wird von {\displaystyle x} in sich abgebildet.

## Zweite Formulierung des Satzes
- Es sei {\displaystyle L\subset {\mathfrak {gl}}(V)} eine auflösbare Lie-Algebra. Dann gibt es eine {\displaystyle L}-invariante Fahne.

Das bedeutet genauer, dass es eine Fahne {\displaystyle V_{0}=\{0\}\subset V_{1}\subset V_{2}\subset \ldots \subset V_{n}=V} gibt mit {\displaystyle xV_{i}\subset V_{i}} für alle {\displaystyle x\in L} und {\displaystyle i=0,\ldots ,n}. Diese Formulierung verschärft die erste, denn offenbar ist jeder Vektor aus {\displaystyle V_{1}\setminus \{0\}} ein gemeinsamer Eigenvektor.
Umgekehrt konstruiert man die Fahne der zweiten Formulierung wie folgt mittels Induktion aus der ersten. Der Induktionsanfang ist {\displaystyle V_{0}=\{0\}}. Hat man {\displaystyle V_{i}} für {\displaystyle 0\leq i<n} bereits konstruiert, so ist
{\displaystyle \varphi :L\rightarrow {\mathfrak {gl}}(V/V_{i}),\quad \varphi (x)(v+V_{i}):=xv+V_{i}}
wegen der {\displaystyle L}-Invarianz von {\displaystyle V_{i}} eine wohldefinierte Darstellung von {\displaystyle L} auf dem Quotientenraum {\displaystyle V/V_{i}}, und dieser ist wegen {\displaystyle i<n} nicht der Nullraum. Dann ist {\displaystyle \varphi (L)\subset {\mathfrak {gl}}(V/V_{i})} als homomorphes Bild einer auflösbaren Lie-Algebra wieder auflösbar und auf Grund der ersten Formulierung gibt es einen gemeinsamen Eigenvektor {\displaystyle w+V_{i}\in V/V_{i}}. Setzt man nun {\displaystyle V_{i+1}=V_{i}+\mathbb {C} \cdot w}, so rechnet man leicht nach, dass dieser Unterraum {\displaystyle L}-invariant ist, womit die induktive Konstruktion beendet ist.

## Folgerungen
Als erste wichtige Folgerung kann man auflösbare Lie-Algebren mit oberen Dreiecksmatrizen in Verbindung bringen. Ist {\displaystyle V_{0}=\{0\}\subset V_{1}\subset V_{2}\subset \ldots \subset V_{n}=V} eine Fahne wie in der zweiten Formulierung, so kann man mittels Basisergänzungssatz eine Basis {\displaystyle v_{1},\ldots ,v_{n}} von {\displaystyle V} konstruieren, so dass {\displaystyle v_{1},\ldots ,v_{i}} für jedes {\displaystyle i} eine Basis von {\displaystyle V_{i}} ist. Stellt man die Elemente {\displaystyle x\in L} bzgl. dieser Basis als Matrizen dar, so erhält man wegen {\displaystyle xV_{i}\subset V_{i}} obere Dreiecksmatrizen. Wir haben daher:
- Eine auflösbare Lie-Algebra {\displaystyle L\subset {\mathfrak {gl}}(V)} ist isomorph zu einer Unteralgebra der Lie-Algebra der oberen Dreieckmatrizen.

Wie oben erwähnt sind nilpotente Lie-Algebren auflösbar, wobei die Umkehrung im Allgemeinen nicht gilt. Daher ist folgende Aussage auf den ersten Blick überraschend:
- Ist {\displaystyle L\subset {\mathfrak {gl}}(V)} eine auflösbare Lie-Algebra, so ist {\displaystyle L^{(1)}=[L,L]} nilpotent.

Nach der ersten Folgerung ist {\displaystyle L} isomorph zu einer Unteralgebra der oberen Dreiecksmatrizen. Da ein Kommutator zweier oberer Dreiecksmatrizen eine strikte obere Dreiecksmatrix ist, das heißt die Diagonalelemente sind sämtlich 0, ist {\displaystyle L^{(1)}=[L,L]} isomorph zu einer Unteralgebra der nilpotenten Lie-Algebra der strikten oberen Dreiecksmatrizen und daher selbst nilpotent.
Als weitere Folgerung kann man in einer auflösbaren Lie-Algebra eine Fahne von Idealen konstruieren:
- Ist {\displaystyle L\subset {\mathfrak {gl}}(V)} eine auflösbare Lie-Algebra, so gibt es eine Fahne {\displaystyle L_{0}=\{0\}\subset L_{1}\subset \ldots \subset L} von Idealen.

Zum Beweis beachte man, dass das Bild der adjungierten Darstellung eine auflösbare Lie-Algebra in {\displaystyle {\mathfrak {gl}}(L)} ist. Dort gibt es nach obigem Satz von Lie eine invariante Fahne, und die invarianten Unterräume von {\displaystyle L} sind Ideale. Eine solche Kette von Idealen nennt man eine Hölder-Reihe der Lie-Algebra.
- Jede irreduzible Darstellung einer auflösbaren Lie-Algebra ist eindimensional.

Ist {\displaystyle \pi :L\rightarrow {\mathfrak {gl}}(V)} eine irreduzible Darstellung, so ist mit {\displaystyle L} auch {\displaystyle \pi (L)\subset {\mathfrak {gl}}(V)} auflösbar, hat also nach obigem Satz von Lie einen gemeinsamen Eigenvektor {\displaystyle v\not =0}. Der von {\displaystyle v} aufgespannte eindimensionale Unterraum ist dann invariant, muss also wegen der Irreduzibilität mit {\displaystyle V} übereinstimmen, und das ist die Behauptung.

## Andere Grundkörper
Der Satz von Lie ist ebenfalls richtig fūr Vektorräume über algebraisch abgeschlossenen Körpern der Charakteristik Null. Dagegen gibt es Gegenbeispiele für Vektorräume über den reellen Zahlen oder über Körpern positiver Charakteristik.